# Jacques Van Reyschoot
Jacques Van Reyschoot (Gent, 1905. május 2. – Spanyolország, 1975) belga jégkorongozó, olimpikon.

## Pályafutása
Az 1928. évi téli olimpiai játékokon játszott a jégkorongtornán a belga csapatban. Az A csoportba kerültek. Az első mérkőzésen kikaptak a britektől 7–3-ra, majd 3–2-re győztek a magyar válogatott ellen. Az utolsó csoport mérkőzésükön legyőzték a franciákat 3–1-re. A csoportból csak az első helyezett brit csapat jutott tovább. A belga csapat a második lett. Összesítésben az 5. A három mérkőzésen egy gólt ütött a franciáknak.
Játszott az 1930-as jégkorong-világbajnokságon.
Testvére, Pierre Van Reyschoot is jégkorongozó volt és ő is részt vett az olimpián.